# Мирошников, Константин Анатольевич
Константин Анатольевич Мирошников (род. 31 марта 1968 года) — российский учёный-микробиолог, член-корреспондент РАН (2022).

## Биография
Родился 31 марта 1968 года в семье биохимика А. И. Мирошникова.
В 1992 году окончил МГУ, затем аспирантуру института биохимии имени А. Н. Баха.
В 1999 году защитил кандидатскую диссертацию, тема: «Инженерия гомотримерных фибриллярных белков».
В 2013 году защитил докторскую диссертацию, тема: «Геномика и протеомика литических бактериофагов Pseudomonas aeruginosa».
С 2013 года — главный научный сотрудник, руководитель лаборатории молекулярной биоинженерии отдела молекулярной биологии и биотехнологии растений Института биоорганической химии имени М. М. Шемякина и Ю. А. Овчинникова РАН.
2 июня 2022 года избран членом-корреспондентом РАН по Отделению биологических наук (физико-химическая биология).
Специалист в области геномики, протеомики, структурной и молекулярной биологии, и биотехнологии вирусов бактерий (бактериофагов).